# Mazzeo Island
Mazzeo Island ist eine Insel vor der Graham-Küste des Grahamlands auf der Antarktischen Halbinsel. Sie liegt 800 m westnordwestlich der Quintana-Insel im südwestlichen Teil des Wilhelm-Archipels.
Das UK Antarctic Place-Names Committee benannte sie 1971 nach Leutnant Peter Mazzeo (* 1946), zweiter Vermessungsoffizier auf dem Forschungsschiff Endurance, das im Februar 1969 zu Vermessungsarbeiten in den Gewässern um diese Insel unterwegs war.